# آرشي برات
آرشي برات (بالإنجليزية: Archie Pratt)‏ هو لاعب كرة قدم أسترالية أسترالي، ولد في 17 يناير 1879، وتوفي في 24 سبتمبر 1962.

## وصلات خارجية
- آرشي برات على موقع AustralianFootball.com (الإنجليزية)
- آرشي برات على موقع AFLtables.com (الإنجليزية)